# Friewald Ruben
Friewald Ruben, született Frievald Ruben László (Budapest, 2001. augusztus 22. –) kulturalista magyar író, a Momentum Mozgalom kultúrpolitikusa.

## Származása
Identitásának fontos eleme a soknemzetiségű családi háttere, amely meghatározza világnézetét és identitását is. Családja először Vácon élt, majd Szobra költöztek. Itt végezte el az általános iskolai tanulmányait és a mai napig itt él családjával. [forrás?]

## Tanulmányai
A Váci Madách Imre Gimnáziumban érettségizett 2020-ban, jelenleg felsőfokú tanulmányait Budapesten, az ELTE Állam- és Jogtudományi Karán politológus-hallgatóként végzi. Jelenleg öt nyelven beszél, első versfordítása késztette további nyelvtanulásra.[forrás?]

## Az irodalomban
Nagyon fiatalon alkotni kezdett, de sosem publikálta műveit, egészen tizenkilenc éves koráig. Első megjelent novellája a "Ringlispíl", melyet a Közösségi Írók Céhe nevű formációban a "Stigma" című kötetben adtak ki. A Lendület Magazin kritikája szerint az antológia legszerethetőbb novellája Friewald Rubené lett. Ezzel párhuzamos időben készítette el első nagy művét, amely a "Fuss, Fehér Tenyér" címet kapta. A magánkiadás és első saját könyve ellenére egy hét alatt több mint száz példány kelt el.[forrás?] A regény saját szimbolikus életéről szól, melyet Bécs és egy korai szerelme ihletett. Miután a kortárs írók sorába került, több kritikus is elemezte debütáló regényét, végül 2021 szeptemberében az ESTV készített vele tévériportot. Az író a fiktív-realizmust képviseli.

## Művei

### Regényei
- Fuss, Fehér Tenyér (2021, ISBN 9786150121116)

### Novellái
- Ringlispíl (Stigma - Antológia, 2021, Budapest.)

### Versfordításai
- Nyitra drága (szlovák vers)

### Egyéb művei
- Roudot herceg (elbeszélő költemény, 2022)

## A politikában
Bevallása szerint gyermekkora óta érdekelte a politika és a közélet. Tizennyolc évesen csatlakozott a Momentum Mozgalomhoz, évekig a párt váci alapszervezetének alelnöke volt. Szakterülete a kultúrpolitika és az LMBTQ-jogi védelem. A 92. Ünnepi Könyvhét alkalmával Friewald Ruben ismertette pártja irodalmi programját. A 2021-ben a Renew Europe európai parlamenti frakció által megszervezett "Konferencia Európa jövőjéről" című programsorozaton ötletei és pályázata díjazásra került.[forrás?]
2023-tól Tóth Endre, a Momentum Mozgalom országgyűlési képviselője mellett dolgozik az Országgyűlésben, valamint pártja alapszervezetének és egyben helyi ifjúsági TizenX szervezetének is elnöke Vácott.[forrás?]